# Премия «Грэмми» за лучшее мужское вокальное рок-исполнение
«Грэмми» в номинации «Лучшее мужское вокальное рок-исполнение» присуждалась в период между 1980 и 2004 годами. Награда вручалась вокалистам за проделанную ими работу (композицию или альбом), содержащую качественное вокальное исполнение в жанре рок-музыки. Ежегодно Национальная академия искусства и науки звукозаписи США выбирала несколько претендентов за «художественные достижения, техническое мастерство и значительный вклад в развитие звукозаписи без учёта продаж альбома (сингла) и его позиции в чартах».
Первоначально номинация называлась «Лучшее вокальное рок-исполнение, мужское», первым её лауреатом стал Боб Дилан в 1980 году. Начиная с 1995 года название номинации изменили на «Лучшее мужское вокальное рок-исполнение». Тем не менее, в 1988, 1992, 1994 годах категория была объединена с «Грэмми» за «Лучший женский рок-вокал» и вручалась в виде общей номинации под названием «Лучшее сольное вокальное рок-исполнение», а начиная с 2005 года эта категория осталась на постоянной основе, объединяя в себе обе. Слияние этих номинаций неоднократно подвергалось критике, особенно ругали частое отсутствие женщин в числе претенденток. В ответ на критику, Национальная Академия указывала на отсутствие достойных записей в женской рок-категории, в качестве причины для слияния. Между тем, хотя награда не вручалась с 2005 года, официальное подтверждение её отмены так и не было объявлено.
Ленни Кравицу принадлежит рекорд по количеству побед в этой номинации, в общей сложности он выиграл четыре статуэтки подряд, в период с 1999 по 2002 годы. Брюс Спрингстин праздновал победу три раза, двумя наградами отметились: Эрик Клэптон, Боб Дилан, Дон Хенли, и Роберт Палмер. За время существования категории, американские музыканты выигрывали в ней больше, чем представители других стран, тем не менее, четыре раза побеждали исполнители из Великобритании, по одному разу — из Австралии и Южной Африки.
Номинантами были произведения, изданные в предыдущий календарный год, относительно текущей церемонии «Грэмми».

## Список лауреатов
| \| Год[I] \| Победитель \| Страна \| Музыкальное произведение \| Номинанты[III] \| Ссылка \| \| -------- \| --------------- \| -------------- \| ------------------------------------ \| ----------------------------------------------------------------------------------------------- \| ------ \| \| 1980 \| Боб Дилан \| США \| «Gotta Serve Somebody[англ.]» \| - Фрэнк Заппа — «Dancin' Fool[англ.]» \| [5] \| \| 1981 \| Билли Джоэл \| США \| Glass Houses[англ.] \| - Брюс Спрингстин — «Devil with the Blue Dress» / «Good Golly Miss Molly» / «Jenny Take a Ride» \| [6] \| \| 1982 \| Рик Спрингфилд \| Австралия \| «Jessie's Girl[англ.]» \| - Род Стюарт — «Young Turks» \| [7] \| \| 1983 \| Джон Мелленкамп \| США \| «Hurts So Good[англ.]» \| - Род Стюарт — «Tonight I'm Yours[англ.]» \| [8] \| \| 1984 \| Майкл Джексон \| США \| «Beat It» \| - Рик Спрингфилд — «Affair of the Heart[англ.]» \| [9] \| \| 1985 \| Брюс Спрингстин \| США \| «Dancing in the Dark» \| - Джон Мелленкамп — «Pink Houses[англ.]» \| [10] \| \| 1986 \| Дон Хенли \| США \| «The Boys of Summer» \| - Джон Мелленкамп — Scarecrow[англ.] \| [11] \| \| 1987 \| Роберт Палмер \| Великобритания \| «Addicted to Love» \| - Эдди Мани — «Take Me Home Tonight[англ.]» \| [12] \| \| 1988[II] \| н/д \| н/д \| н/д \| н/д \| [4] \| \| 1989 \| Роберт Палмер \| Великобритания \| «Simply Irresistible[англ.]» \| - Род Стюарт — «Forever Young[англ.]» \| [13] \| \| 1990 \| Дон Хенли \| США \| The End of the Innocence[англ.] \| - Нил Янг — Freedom \| [14] \| \| 1991 \| Эрик Клэптон \| Великобритания \| «Bad Love[англ.]» \| - Нил Янг — «Rockin' in the Free World» \| [15] \| \| 1992[II] \| н/д \| н/д \| н/д \| н/д \| [16] \| \| 1993 \| Эрик Клэптон \| Великобритания \| Unplugged \| - Брюс Спрингстин — «Human Touch» \| [17] \| \| 1994[II] \| н/д \| н/д \| н/д \| н/д \| [18] \| \| 1995 \| Брюс Спрингстин \| США \| «Streets of Philadelphia» \| - Нил Янг — «Philadelphia» \| [19] \| \| 1996 \| Том Петти \| США \| «You Don't Know How It Feels[англ.]» \| - Нил Янг — «Peace and Love» \| [20] \| \| 1997 \| Бек \| США \| «Where It’s At» \| - Брюс Спрингстин — «Dead Man Walkin'» \| [21] \| \| 1998 \| Боб Дилан \| США \| «Cold Irons Bound[англ.]» \| - Брюс Спрингстин — «Thunder Road» \| [22] \| \| 1999 \| Ленни Кравиц \| США \| «Fly Away[англ.]» \| - Джон Мелленкамп — «Your Life Is Now[англ.]» \| [23] \| \| 2000 \| Ленни Кравиц \| США \| «American Woman» \| - Том Уэйтс — «Hold On» \| [24] \| \| 2001 \| Ленни Кравиц \| США \| «Again[англ.]» \| - Nine Inch Nails — «Into the Void» \| [25] \| \| 2002 \| Ленни Кравиц \| США \| «Dig In[англ.]» \| - Джон Мелленкамп — «Peaceful World[англ.]» \| [26] \| \| 2003 \| Брюс Спрингстин \| США \| «The Rising[англ.]» \| - Роберт Плант — «Darkness, Darkness» \| [27] \| \| 2004 \| Дэйв Мэтьюс \| ЮАР \| «Gravedigger[англ.]» \| - Том Уэйтс — «Return of Jackie and Judy» \| [28] \| |                 |                |                               |                                                                                                 |        |
| Год[I] | Победитель      | Страна         | Музыкальное произведение      | Номинанты[III]                                                                                  | Ссылка |
| 1980 | Боб Дилан       | США            | «Gotta Serve Somebody»        | - Фрэнк Заппа — «Dancin' Fool»                                                                  | [ 5 ]  |
| 1981 | Билли Джоэл     | США            | Glass Houses                  | - Брюс Спрингстин — «Devil with the Blue Dress» / «Good Golly Miss Molly» / «Jenny Take a Ride» | [ 6 ]  |
| 1982 | Рик Спрингфилд  | Австралия      | «Jessie's Girl»               | - Род Стюарт — «Young Turks»                                                                    | [ 7 ]  |
| 1983 | Джон Мелленкамп | США            | «Hurts So Good»               | - Род Стюарт — «Tonight I'm Yours»                                                              | [ 8 ]  |
| 1984 | Майкл Джексон   | США            | «Beat It»                     | - Рик Спрингфилд — «Affair of the Heart»                                                        | [ 9 ]  |
| 1985 | Брюс Спрингстин | США            | «Dancing in the Dark»         | - Джон Мелленкамп — «Pink Houses»                                                               | [ 10 ] |
| 1986 | Дон Хенли       | США            | «The Boys of Summer»          | - Джон Мелленкамп — Scarecrow                                                                   | [ 11 ] |
| 1987 | Роберт Палмер   | Великобритания | «Addicted to Love»            | - Эдди Мани — «Take Me Home Tonight»                                                            | [ 12 ] |
| 1988[II] | н/д             | н/д            | н/д                           | н/д                                                                                             | [ 4 ]  |
| 1989 | Роберт Палмер   | Великобритания | «Simply Irresistible»         | - Род Стюарт — «Forever Young»                                                                  | [ 13 ] |
| 1990 | Дон Хенли       | США            | The End of the Innocence      | - Нил Янг — Freedom                                                                             | [ 14 ] |
| 1991 | Эрик Клэптон    | Великобритания | «Bad Love»                    | - Нил Янг — «Rockin' in the Free World»                                                         | [ 15 ] |
| 1992[II] | н/д             | н/д            | н/д                           | н/д                                                                                             | [ 16 ] |
| 1993 | Эрик Клэптон    | Великобритания | Unplugged                     | - Брюс Спрингстин — «Human Touch»                                                               | [ 17 ] |
| 1994[II] | н/д             | н/д            | н/д                           | н/д                                                                                             | [ 18 ] |
| 1995 | Брюс Спрингстин | США            | «Streets of Philadelphia»     | - Нил Янг — «Philadelphia»                                                                      | [ 19 ] |
| 1996 | Том Петти       | США            | «You Don't Know How It Feels» | - Нил Янг — «Peace and Love»                                                                    | [ 20 ] |
| 1997 | Бек             | США            | «Where It’s At»               | - Брюс Спрингстин — «Dead Man Walkin'»                                                          | [ 21 ] |
| 1998 | Боб Дилан       | США            | «Cold Irons Bound»            | - Брюс Спрингстин — «Thunder Road»                                                              | [ 22 ] |
| 1999 | Ленни Кравиц    | США            | «Fly Away»                    | - Джон Мелленкамп — «Your Life Is Now»                                                          | [ 23 ] |
| 2000 | Ленни Кравиц    | США            | «American Woman»              | - Том Уэйтс — «Hold On»                                                                         | [ 24 ] |
| 2001 | Ленни Кравиц    | США            | «Again»                       | - Nine Inch Nails — «Into the Void»                                                             | [ 25 ] |
| 2002 | Ленни Кравиц    | США            | «Dig In»                      | - Джон Мелленкамп — «Peaceful World»                                                            | [ 26 ] |
| 2003 | Брюс Спрингстин | США            | «The Rising»                  | - Роберт Плант — «Darkness, Darkness»                                                           | [ 27 ] |
| 2004 | Дэйв Мэтьюс     | ЮАР            | «Gravedigger»                 | - Том Уэйтс — «Return of Jackie and Judy»                                                       | [ 28 ] |

- ↑  Ссылка на церемонию «Грэмми», прошедшую в этом году.
- ↑  Номинация была объединена с категорией «Лучший женский рок-вокал» и награда вручалась в рамках единой номинации — «Лучшее сольное вокальное рок-исполнение».
- ↑  Кавычками обозначены — песни (синглы), курсивом — альбомы.